# Dudua perusta
Dudua perusta es una especie de mariposa del género Dudua, familia Tortricidae.
Fue descrita científicamente por Diakonoff en 1983.